# Thrasops occidentalis
Thrasops occidentalis är en ormart som beskrevs av Parker 1940. Thrasops occidentalis ingår i släktet Thrasops och familjen snokar. Inga underarter finns listade i Catalogue of Life.
Denna orm förekommer i västra Afrika från södra Senegal till västra Nigeria. Arten lever i regnskogar, galleriskogar och andra fuktiga skogar. Den klättrar i träd och har ödlor, gnagare, fladdermöss och småfåglar som föda. Honor lägger ägg.
Det är inget känt om populationens storlek och möjliga hot. IUCN listar arten som livskraftig (LC).